# Ideoblothrus holmi
Ideoblothrus holmi es una especie de arácnido del orden Pseudoscorpionida de la familia Syarinidae.

## Distribución geográfica
Se encuentra en la República Democrática del Congo.